# Saab 95
Saab 95 – samochód osobowy o nadwoziu kombi produkowany przez szwedzką markę Saab w latach 1959–1978. Samochód po raz pierwszy został zaprezentowany w maju 1959 roku.

## Historia i opis modelu

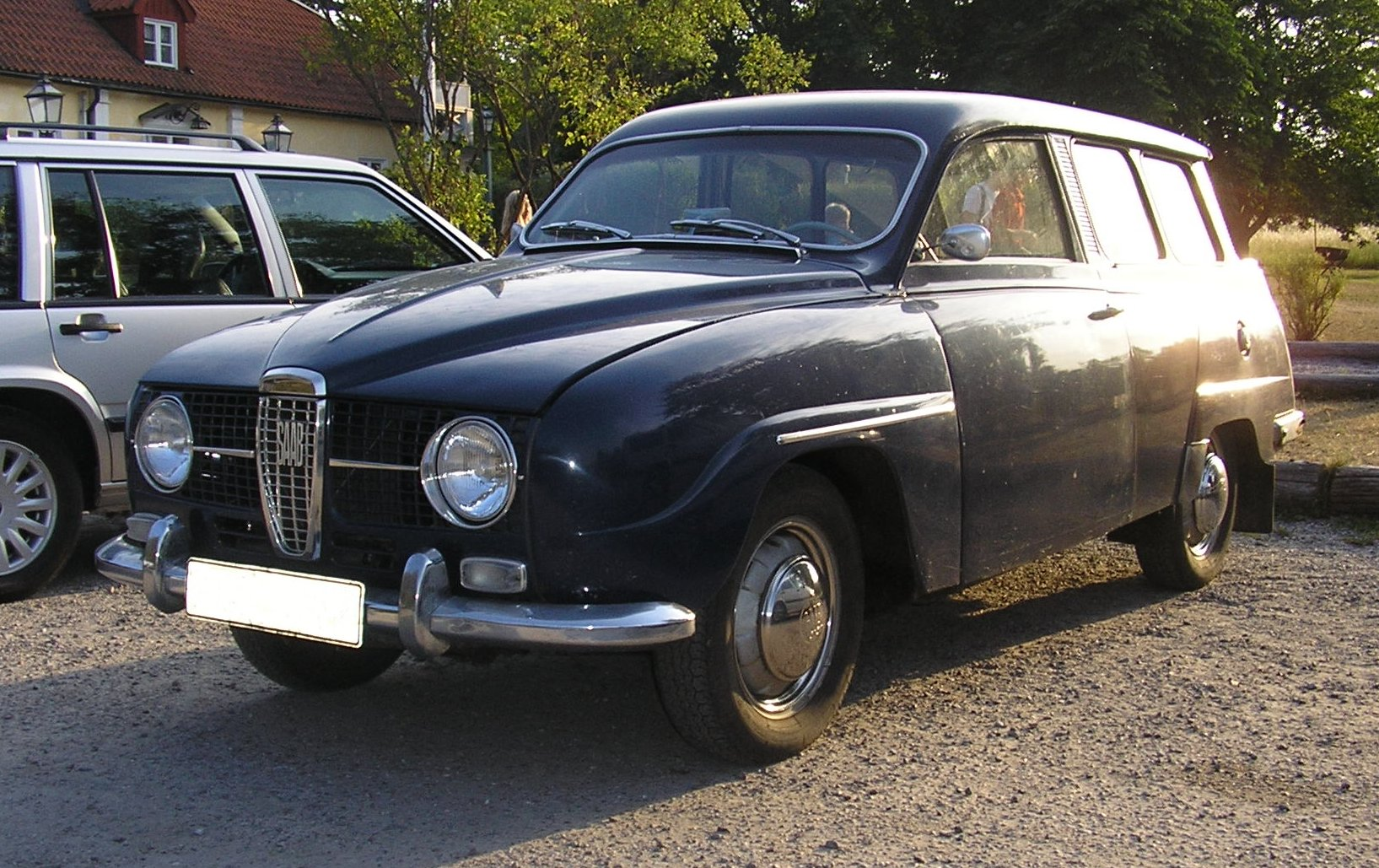
Saab 95 po liftingu w 1965 roku

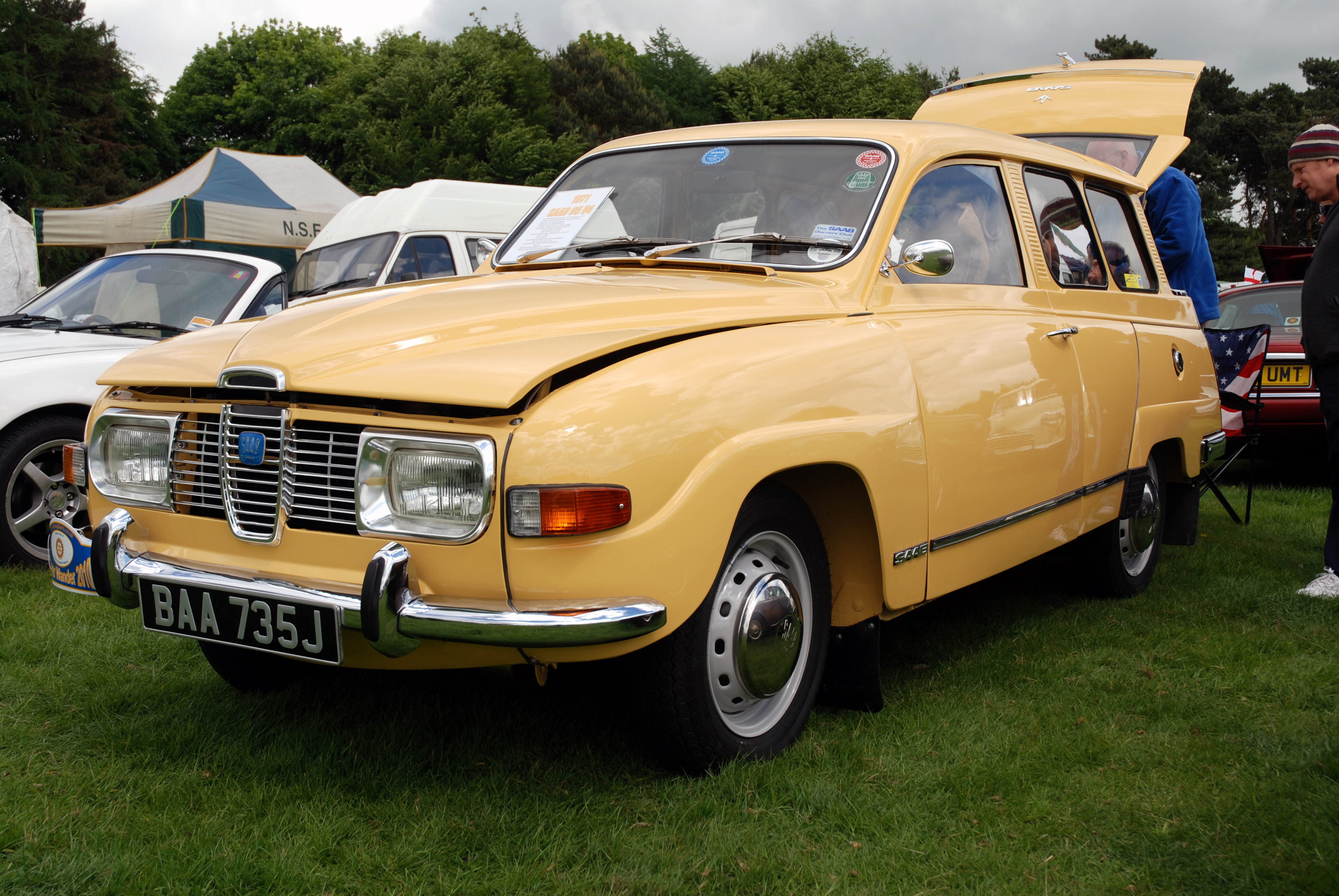
Saab 95 po liftingu w 1969 roku

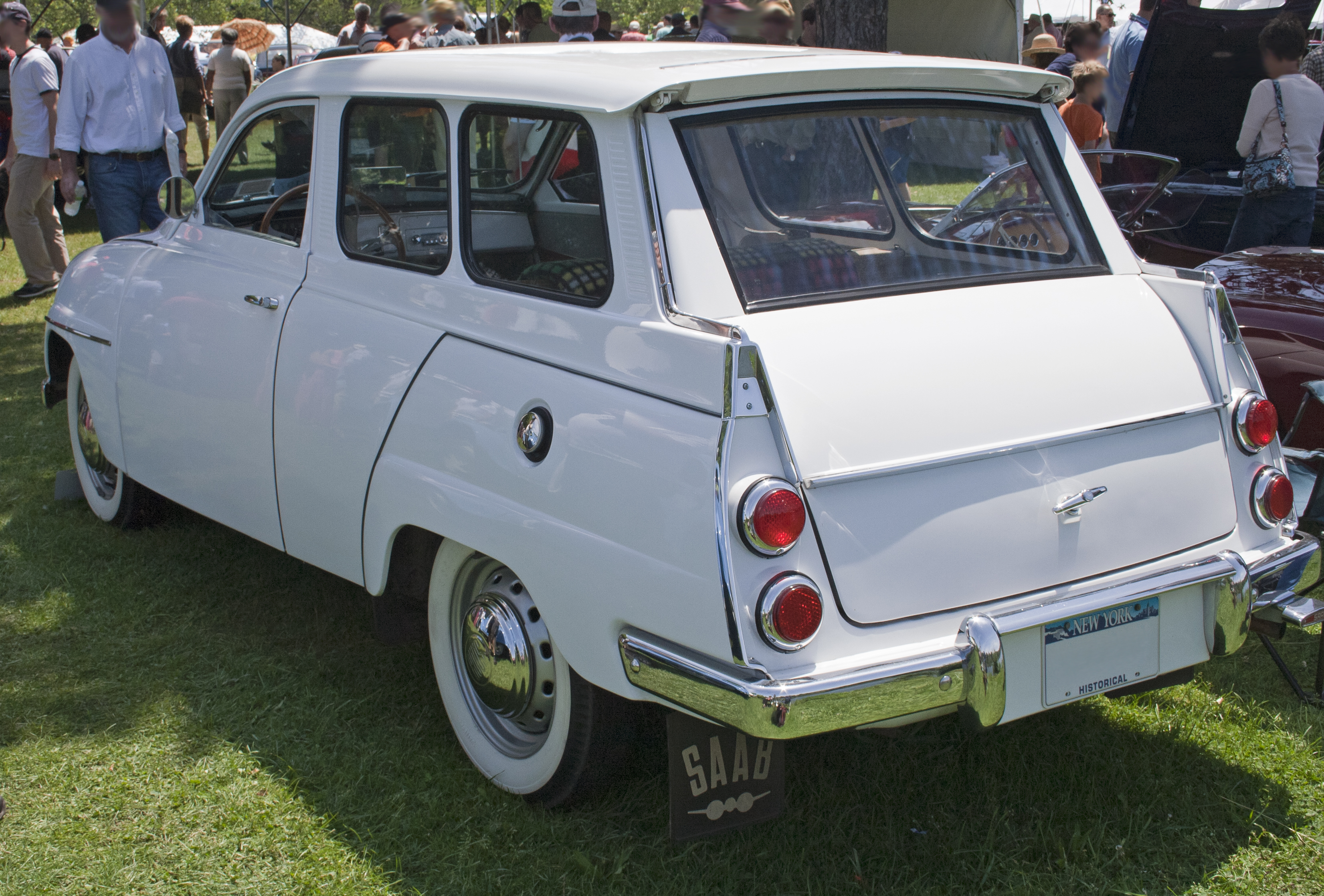
Tył pojazdu z początku produkcji modelu

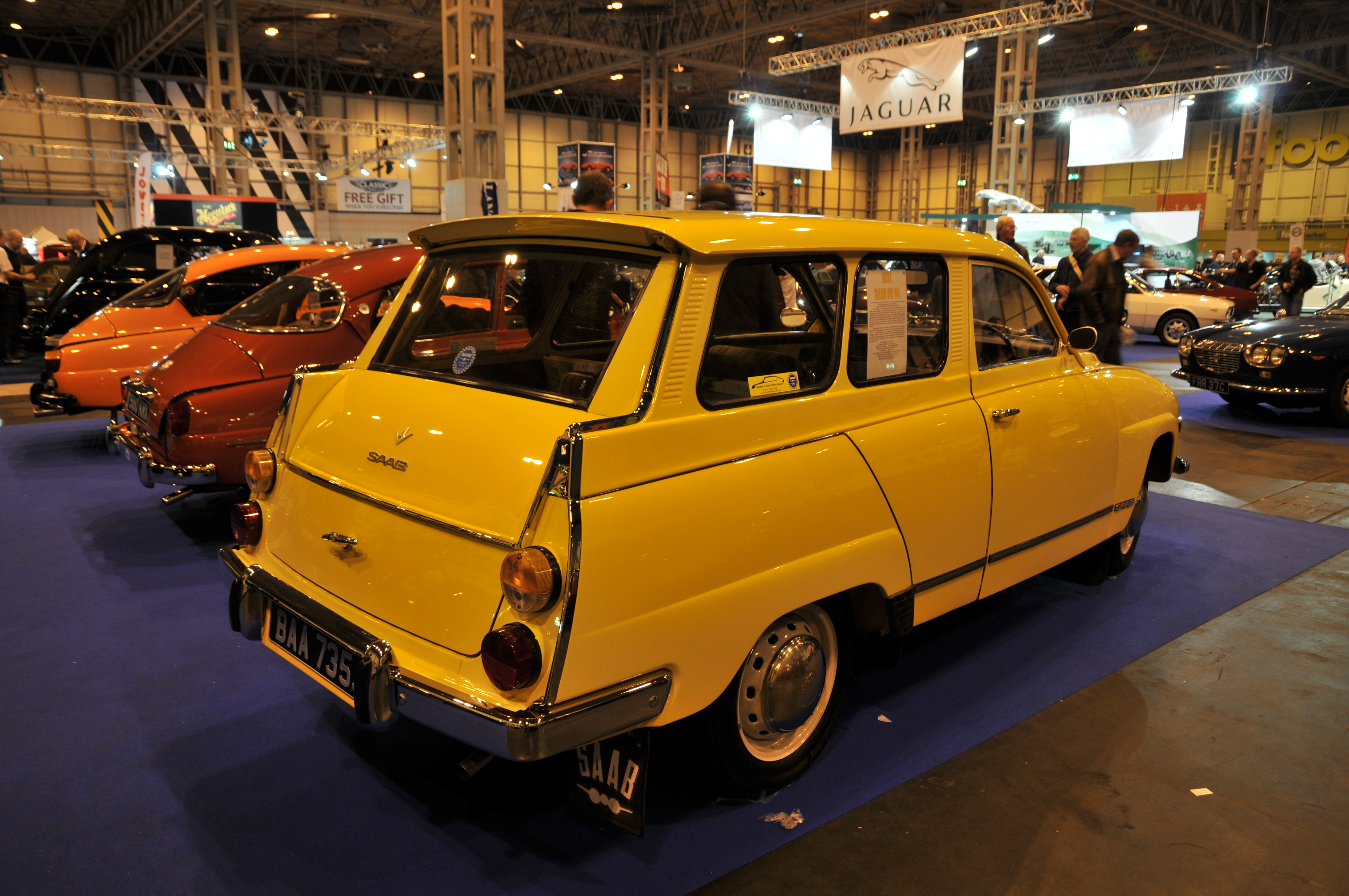
Tył pojazdu po liftingu w 1965 roku

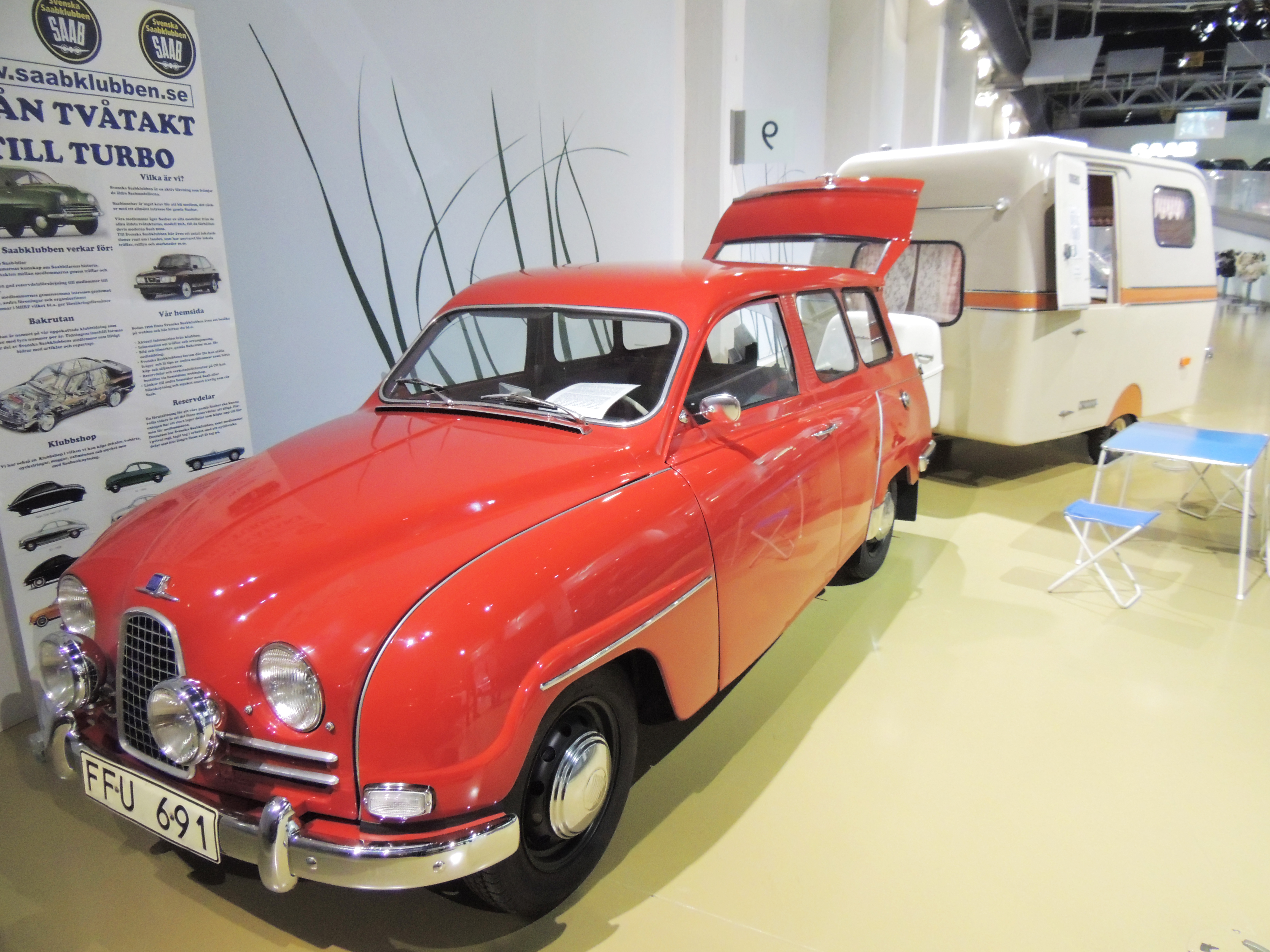
Saab 95 i przyczepa SAABO

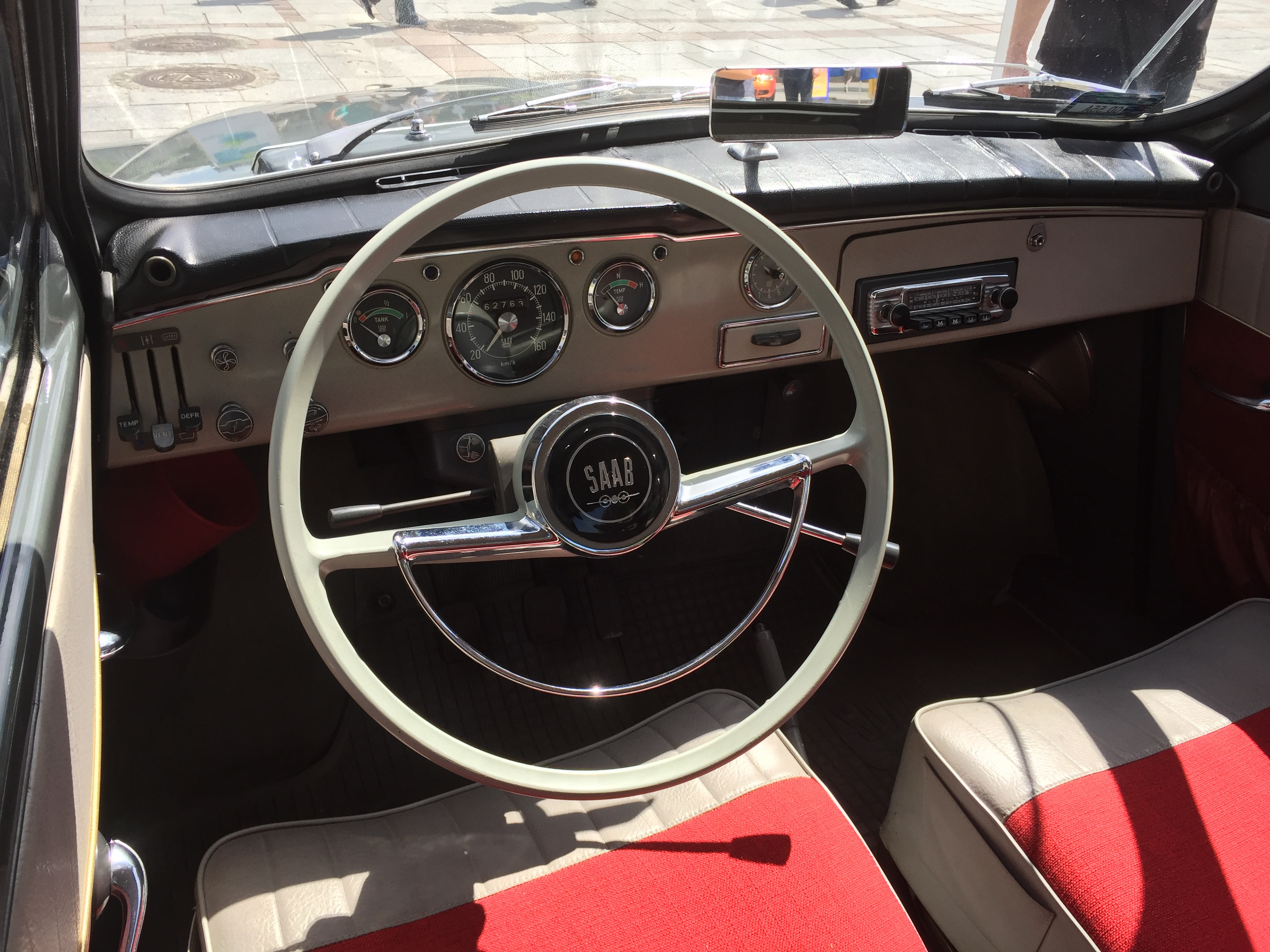
Saab 95 – wnętrze

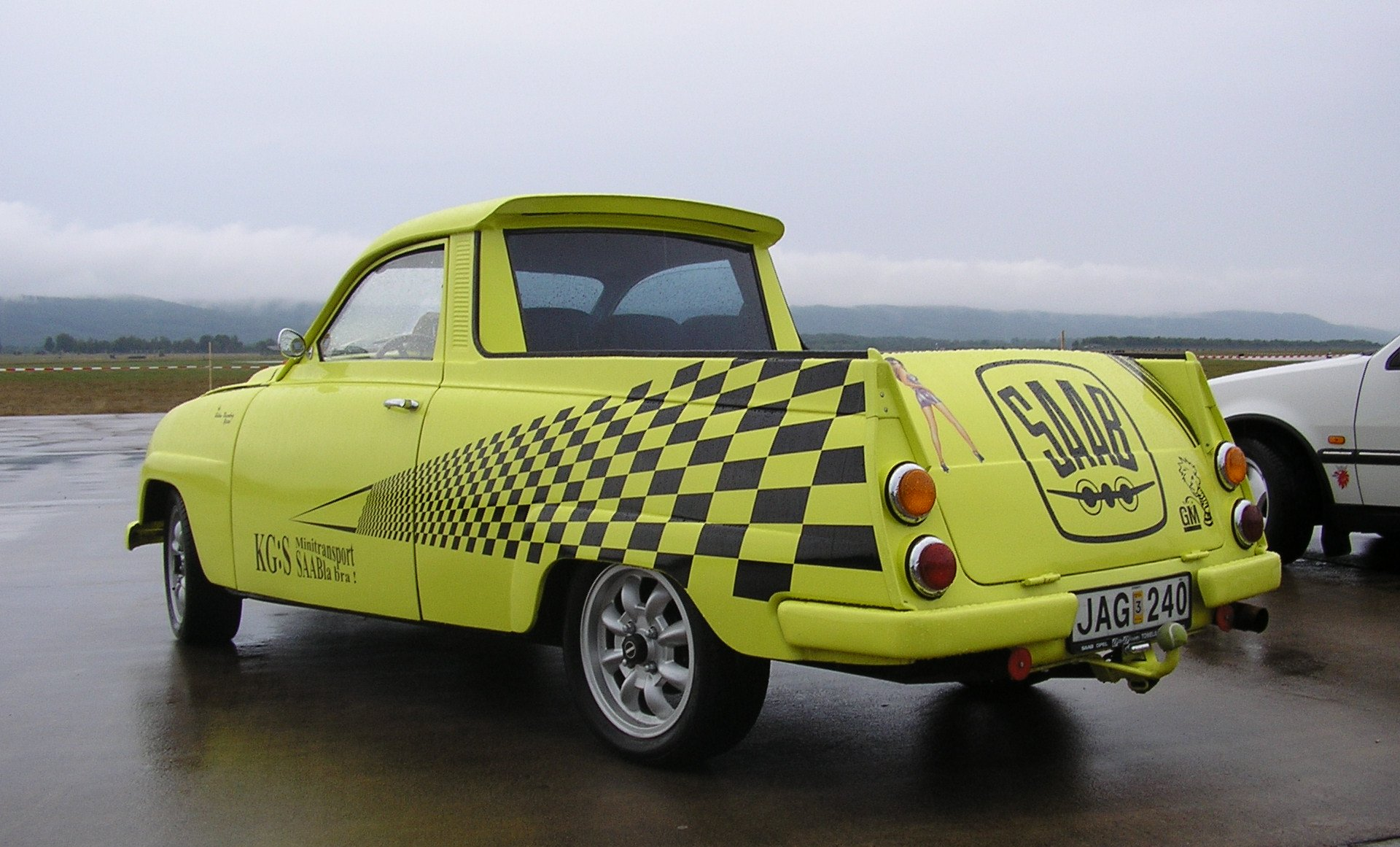
Powstała na bazie Saaba 95 wersja pickup

Pojazd był pierwszy modelem marki z nadwoziem typu kombi. Konstrukcyjnie auto było połączeniem rozwiązań znanych z modelu 93 i przygotowywanego modelu 96. Produkcję pojazdu rozpoczęto na jesieni 1959 roku, pół roku przed rozpoczęciem produkcji modelu 96. Pierwsze produkowane egzemplarze wyposażone były w drzwi otwierane "pod wiatr". Pojazd był siedmioosobowy. Dodatkowe miejsca wygospodarowano w bagażniku, lecz w praktyce mogły się tam zmieścić jedynie dzieci. Oprócz wersji osobowej powstawała też dostawcza, na rynki krajów skandynawskich. Charakterystycznym elementem tyłu pojazdu były stateczniki (płetwy), które najbardziej widoczne były w wersjach z dwu barwnym nadwoziem.
Samochód został wyposażony w dwusuwowy, trzycylindrowy silnik benzynowy o pojemności 841 cm3 i mocy 38 KM. Napęd na przednią oś pojazdu przenoszony był za pomocą 4-biegowa manualnej skrzyni biegów.
Saab 95 przechodził wszystkie modernizacje w tym samym czasie co model 96. W 1960 roku zmieniono sposób mocowania drzwi. W 1961 roku przekonstruowano tylną część dachu tworząc spojler, którego zadaniem było kierowanie powietrza w czasie jazdy samochodu na tylną szybę tak, aby przy padającym deszczu była zawsze sucha i czysta. Inną innowacją były uchylne tylne szyby boczne. W 1962 roku do wyposażenia standardowego wprowadzono pasy bezpieczeństwa. Pod koniec 1964 roku zmieniono przednią część nadwozia poprzez wkomponowanie szerokiej atrapy chłodnicy, mającej szerokość maski silnika. W atrapę wkomponowano okrągłe reflektory. Logo marki przeniesiono z maski na kratę wlotu powietrza jednocześnie zmieniając mu wygląd i dodając charakterystyczny symbol dwusilnikowego samolotu śmigłowego. Zmieniono również wygląd koła kierownicy. W tym samym roku wprowadzono dwuobwodowy system hamulcow, a stacyjkę sprzężono ze skrzynią biegów tak, że wyjęcie kluczyka możliwe było wyłącznie po włączeniu wstecznego biegu. Przy okazji wprowadzono nowe, okrągłe zegary. 
W 1965 roku z powodu zamiaru zastosowania większego, czterosuwowego silnika wydłużono maskę oraz poszerzono wlot powietrza, który rozciągnięto aż do reflektorów. Przy okazji w silniku dwusuwowym kompletnie przekonstruowano system chłodzenia. Rok później zastosowano w pojeździe nowy silnik dwusuwowy z trzema gaźnikami rozwijający moc 46 KM. W 1967 roku wprowadzono hamulce tarczowe kół przednich, alternator oraz mocniejszy akumulator.
W 1967 roku pojazd otrzymał czterosuwowy silnik benzynowy Forda w układzie V4, o pojemności 1498 cm³ i mocy 65 KM. W 1971 roku na rynku amerykańskim silnik zastąpiono jednostką o większej pojemności - 1699 cm3 i mocy 70 KM. 
W 1968 roku zmieniono przednią szybę na wyższą o 7 cm. Przy okazji deskę rozdzielczą wzbogacono o wskaźnik awarii systemu hamulcowego. W 1969 roku znowu zmieniono pas przedni, tym razem nieznacznie, zmieniając okrągłe reflektory na podłużne, owalne (na rynku amerykańskim pozostały okrągłe) oraz przeniesiono kierunkowskazy przednie oraz światła pozycyjne spod reflektorów na zderzaki, hamulce wyposażono w układ wspomagania, a fotele przednie otrzymały zagłówki. W 1970 roku przeprojektowano deskę rozdzielczą, zegary oraz kierownicę. W 1971 roku Saab jako pierwszy na świecie producent wprowadził spryskiwacze i  wycieraczki przednich reflektorów, a w 1972 roku zderzaki wypełniono gumą oraz po raz pierwszy w historii zastosowano podgrzewane siedzenia. Rok później wprowadzono halogenowe reflektory przednie. W 1974 roku zmienił się styl przedniej atrapy, zachowując jednak poprzedni kształt. W 1976 roku rozpoczęto montowanie zderzaków typu bezpiecznego, stosowanych wcześniej w modelu 99. Spowodowało to zmianę w wyglądzie klapy bagażnika – zmieniono umiejscowienie tablicy rejestracyjnej, przenosząc ją z wycięcia zderzaka ponad klamkę do otwierania klapy.
W 1977 roku w pojeździe zastosowano fotele z modelu 99 oraz wprowadzono ogrzewanie tylnej szyby. Ostatnie zmiany nastąpiły w 1978 roku, kiedy to znów zmieniono przednie kierunkowskazy, upodabniając je do znanych z Saaba 99 oraz powiększono tylne lampy i dodano spojler. Jego produkcję zakończono w 1978 roku, po wykonaniu łącznie 110.527 sztuk.
Następcą pojazdu miał być Saab 98 z 1974 roku, jednak nie doczekał się realizacji i pozostał jedynie prototypem. Kolejnym modelem z nadwoziem typu kombi jest Saab 9-5, ale jest to zupełnie inny samochód.
Od 13 listopada 1969 do 1975 roku Saab 95 był produkowany w małych liczbach przez firmę Valmet Automotive w Finlandii. Powstało tam 2.833 sztuk.

### Wersje
- Monte Carlo - wersja przeznaczona na rynek amerykański, wyposażona w silnik o mocy 55 KM.

### Silniki
| Pojemność skokowa [cm³] | Układ cylindrów    | Rodzaj silnika     | Układ zasilania    | Średnica cylindra x średnica tłoka | Stopień sprężania  | Moc maksymalna [KM] przy obr./min | Maks. moment obrotowy [Nm] przy obr./min | Przyspieszenie 0-100 km/h [s] | Prędkość maks. [km/h] |
| Silniki benzynowe:      | Silniki benzynowe: | Silniki benzynowe: | Silniki benzynowe: | Silniki benzynowe:                 | Silniki benzynowe: | Silniki benzynowe:                | Silniki benzynowe:                       | Silniki benzynowe:            | Silniki benzynowe:    |
| ----------------------- | ------------------ | ------------------ | ------------------ | ---------------------------------- | ------------------ | --------------------------------- | ---------------------------------------- | ----------------------------- | --------------------- |
| 841                     | R3                 | dwusuw wolnossący  | gaźnik             | 70,00x73,00                        | 8,5:1              | 38 (23)/4250                      | 79/3000                                  | 14,7                          | 127                   |
| 1498                    | V4                 | czterosuw OHV      | gaźnik             | 90,00x58,86                        | 9,0:1              | 66 (48,5)/4600                    | 115/2500                                 | -                             | 155                   |